# Turul Franței 2024
Turul Franței 2024 a fost cea de a 111-a ediție a Turului Franței, unul dintre cele trei mari tururi care au loc anual. Turul a luat startul la Florența, Italia pe 29 iunie și s-a încheiat la Nisa, Franța pe 21 iulie. Pentru prima dată de la înființarea sa, cursa nu s-a încheiat la Paris (sau în apropiere), din cauza pregătirilor pentru Jocurile Olimpice de vară din 2024 de la Paris.
Slovenul Tadej Pogačar a câștigat Turul pentru a treia oară în carieră, în această ediție câștigând și 6 din cele 21 de etape. Danezul Jonas Vingegaard, câștigătorul celor două ediții precedente, a terminat pe locul al doilea, iar pe locul al treilea a terminat belgianul Remco Evenepoel, prezent pentru prima dată în această competiție. 

## Echipe
Toate cele 18 echipe din UCI WorldTeams au fost invitate în mod automat și au fost obligate să participe la cursă. Patru echipe din UCI ProTeams au primit wild card-uri.

### Echipe UCI World
| - Alpecin–Deceuninck - Arkéa–B&B Hotels - Astana Qazaqstan Team - Team Bahrain Victorious - Red Bull–Bora–Hansgrohe - Cofidis - Decathlon–AG2R La Mondiale - DSM–Firmenich PostNL - EF Education–EasyPost | - Groupama–FDJ - Ineos Grenadiers - Intermarché–Wanty - Lidl–Trek - Movistar Team - Soudal–Quick-Step - Team Jayco–AlUla - Visma–Lease a Bike - UAE Team Emirates |  |

### Echipe continentale profesioniste UCI
| - Israel–Premier Tech - Lotto–Dstny | - Team TotalEnergies - Uno-X Mobility |  |

## Etapele programate
| Etapa | Dată   | Start – Sosire                              | type                  | Distanță (km) | Elevation (m) | Câștigător         | Liderul global  |
| ----- | ------ | ------------------------------------------- | --------------------- | ------------- | ------------- | ------------------ | --------------- |
| 1     | 29 iun | Florența – Rimini                           | etapă valonată        | 206           | 3.847 m       | Romain Bardet      | Romain Bardet   |
| 2     | 30 iun | Cesenatico – Bologna                        | etapă valonată        | 199,2         | 1.858 m       | Kévin Vauquelin    | Tadej Pogačar   |
| 3     | 1 iul  | Piacenza – Torino                           | etapă valonată        | 230,8         | 1.315 m       | Biniam Girmay      | Richard Carapaz |
| 4     | 2 iul  | Pinerolo – Valloire                         | etapă de munte        | 139,6         | 3.860 m       | Tadej Pogačar      | Tadej Pogačar   |
| 5     | 3 iul  | Saint-Jean-de-Maurienne – Saint-Vulbas      | etapă de plat         | 177,4         | 1.002 m       | Mark Cavendish     | Tadej Pogačar   |
| 6     | 4 iul  | Mâcon – Dijon                               | etapă de plat         | 163,5         | 889 m         | Dylan Groenewegen  | Tadej Pogačar   |
| 7     | 5 iul  | Nuits-Saint-Georges – Gevrey-Chambertin     | contratimp individual | 25,3          | 285 m         | Remco Evenepoel    | Tadej Pogačar   |
| 8     | 6 iul  | Semur-en-Auxois – Colombey-les-Deux-Églises | etapă valonată        | 183,4         | 2.291 m       | Biniam Girmay      | Tadej Pogačar   |
| 9     | 7 iul  | Troyes – Troyes                             | etapă valonată        | 199           | 2.033 m       | Anthony Turgis     | Tadej Pogačar   |
| 10    | 9 iul  | Orléans – Saint-Amand-Montrond              | etapă de plat         | 187,3         | 888 m         | Jasper Philipsen   | Tadej Pogačar   |
| 11    | 10 iul | Évaux-les-Bains – Le Lioran                 | etapă de munte        | 211           | 4.192 m       | Jonas Vingegaard   | Tadej Pogačar   |
| 12    | 11 iul | Aurillac – Villeneuve-sur-Lot               | etapă de plat         | 203,6         | 2.253 m       | Biniam Girmay      | Tadej Pogačar   |
| 13    | 12 iul | Agen – Pau                                  | etapă de plat         | 165,3         | 1.866 m       | Jasper Philipsen   | Tadej Pogačar   |
| 14    | 13 iul | Pau – Pla d'Adet                            | etapă de munte        | 151,9         | 4.043 m       | Tadej Pogačar      | Tadej Pogačar   |
| 15    | 14 iul | Loudenvielle – Plateau-de-Beille            | etapă de munte        | 197,7         | 5.043 m       | Tadej Pogačar      | Tadej Pogačar   |
| 16    | 16 iul | Gruissan – Nîmes                            | etapă de plat         | 188,6         | 1.176 m       | Jasper Philipsen   | Tadej Pogačar   |
| 17    | 17 iul | Saint-Paul-Trois-Châteaux – SuperDévoluy    | etapă de munte        | 177,8         | 3.007 m       | Richard Carapaz    | Tadej Pogačar   |
| 18    | 18 iul | Gap – Barcelonnette                         | etapă intermediară    | 179,5         | 3.033 m       | Victor Campenaerts | Tadej Pogačar   |
| 19    | 19 iul | Embrun – Isola 2000                         | etapă de munte        | 144,6         | 4.462 m       | Tadej Pogačar      | Tadej Pogačar   |
| 20    | 20 iul | Nisa – Col de la Couillole                  | etapă de munte        | 132,8         | 4.763 m       | Tadej Pogačar      | Tadej Pogačar   |
| 21    | 21 iul | Monaco City – Nisa                          | contratimp individual | 33,7          | 728 m         | Tadej Pogačar      | Tadej Pogačar   |

## Etape

### Etapa 1
29 iunie 2024 — Florența - Rimini, 206 km (128 mi)